# Entrerríos
Entrerríos este un municipiu din departamentul Antioquia, Columbia.